# 아키아 이스라엘 항공
아키아 이스라엘 항공(영어: Arkia Israel Airlines)은 이스라엘의 항공사로 벤구리온 국제공항, 라몬 공항을 허브 공항으로 이용하고 있다.

## 역사
1949년 이스라엘 인랜드 항공(영어: Israel Inland Airlines)으로 설립 했으며 1950년에 최초로 취항했다. 이후 드 하빌랜드 DH.89, 더글러스 DC-3 기종을 도입해 이스라엘간 주요 도시를 연결했다. 1960년에 주식 50%를 인수해 카나프 항공(영어: Kanaf Airlines)을 설립 했으며 이스라엘에 정기 노선을 취항했다. 1960년대에 비행기를 추가로 도입했으며 1980년대에 최초로 국제선을 취항했다. 2006년에 요다치 엔터프라이즈(영어: Jordache Enterprises)가 지분을 인수했다.

## 운항 노선
- 2012년 11월 기준으로 아키아 이스라엘 항공은 다음과 같은 노선을 운항하고 있다.

## 보유 기종

### 현재 보유중인 기종
- 2018년 10월 기준으로 아키아 이스라엘 항공은 다음과 같은 기종을 보유하고 있으며 평균 기령은 11.1년이다.[2][3]

## 사진

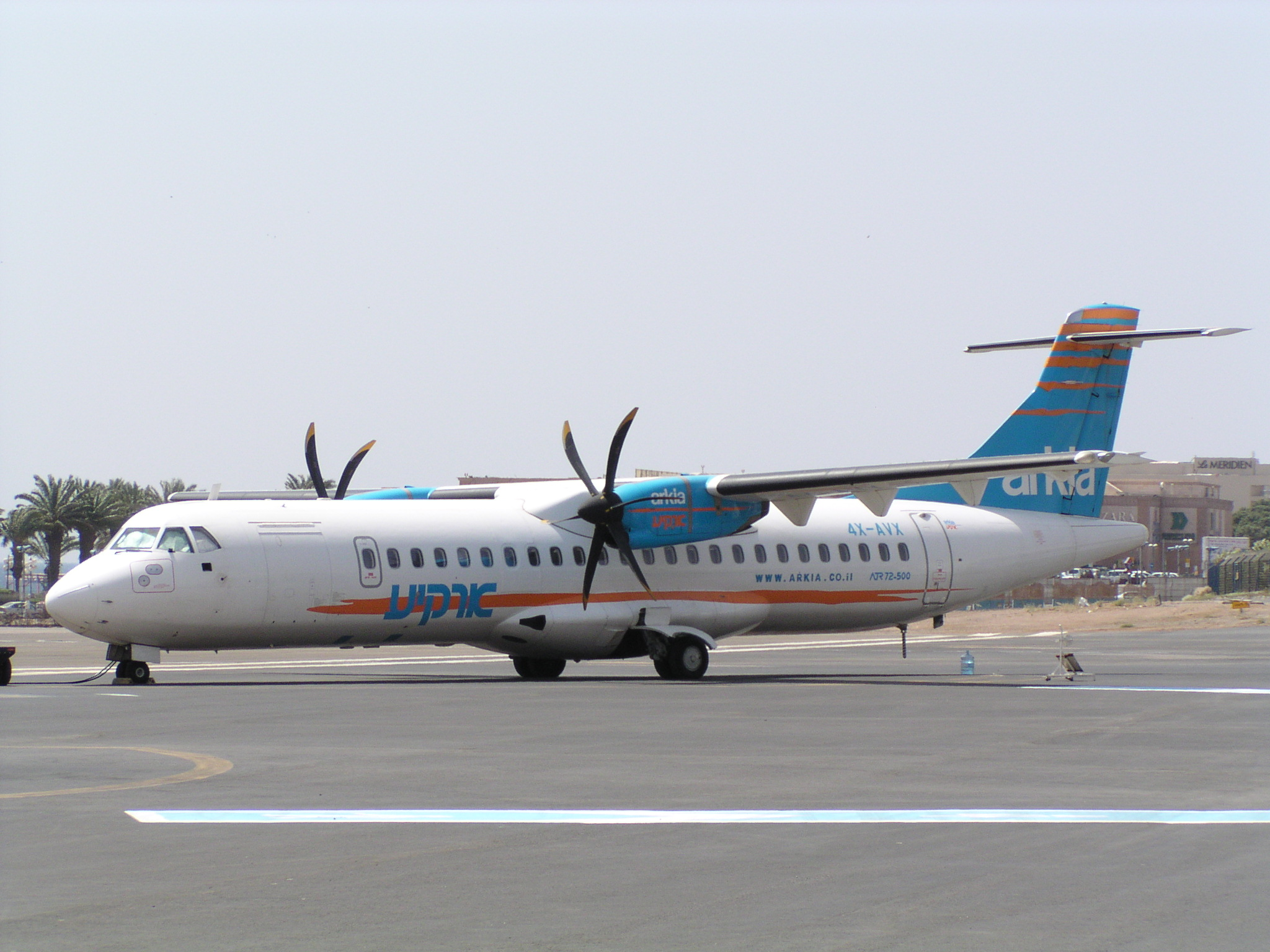
아키아 이스라엘 항공의 ATR 72-500 (퇴역)
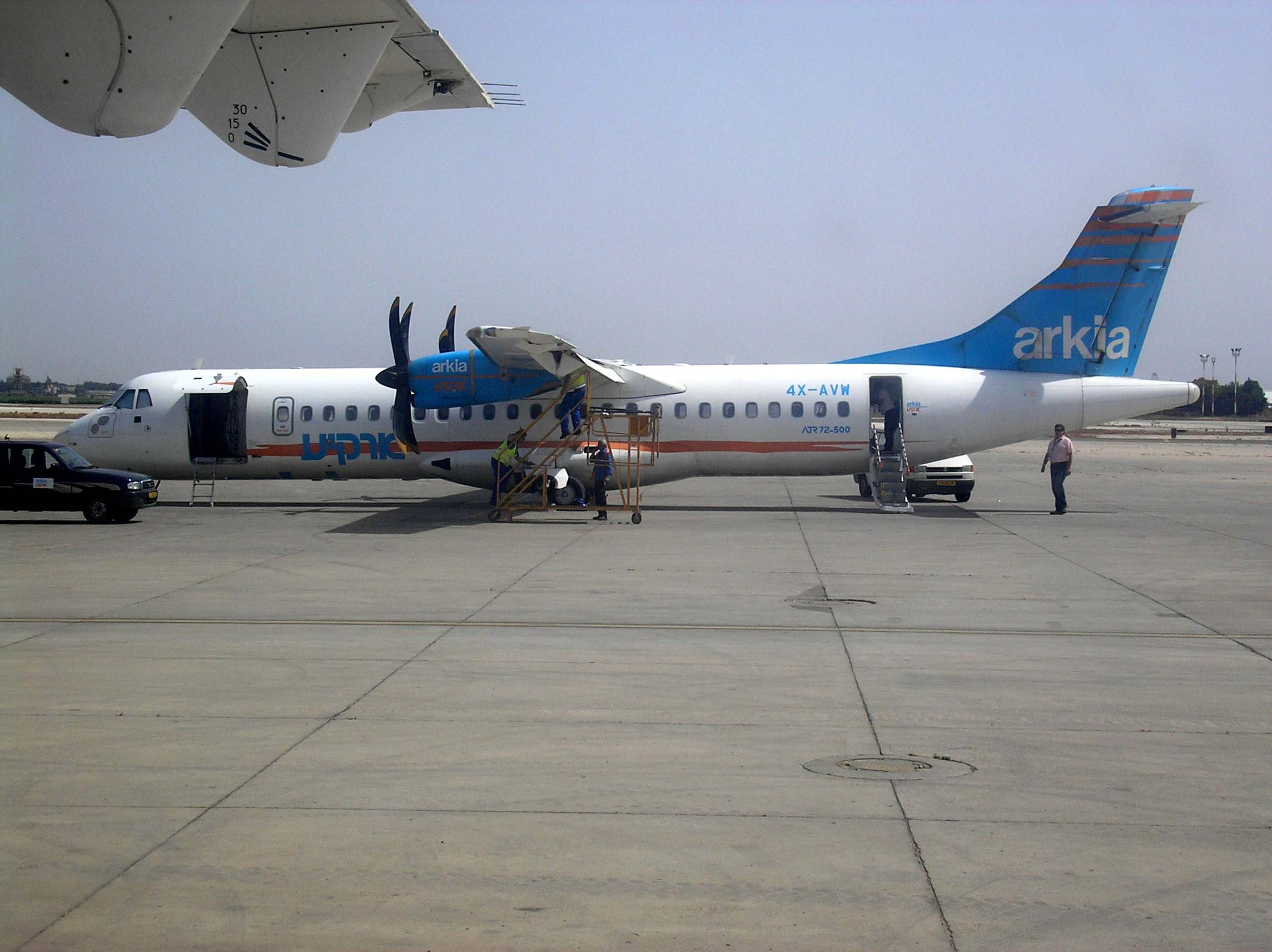
아키아 이스라엘 항공의 ATR 72-500 (퇴역)
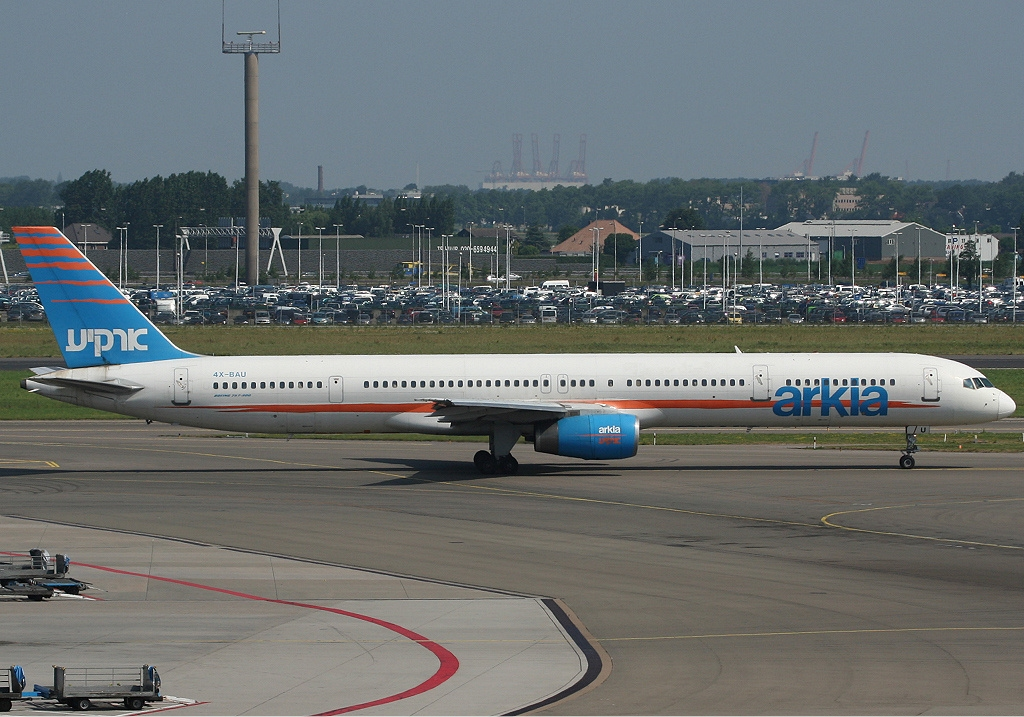
아키아 이스라엘 항공의 보잉 757-300 (퇴역)
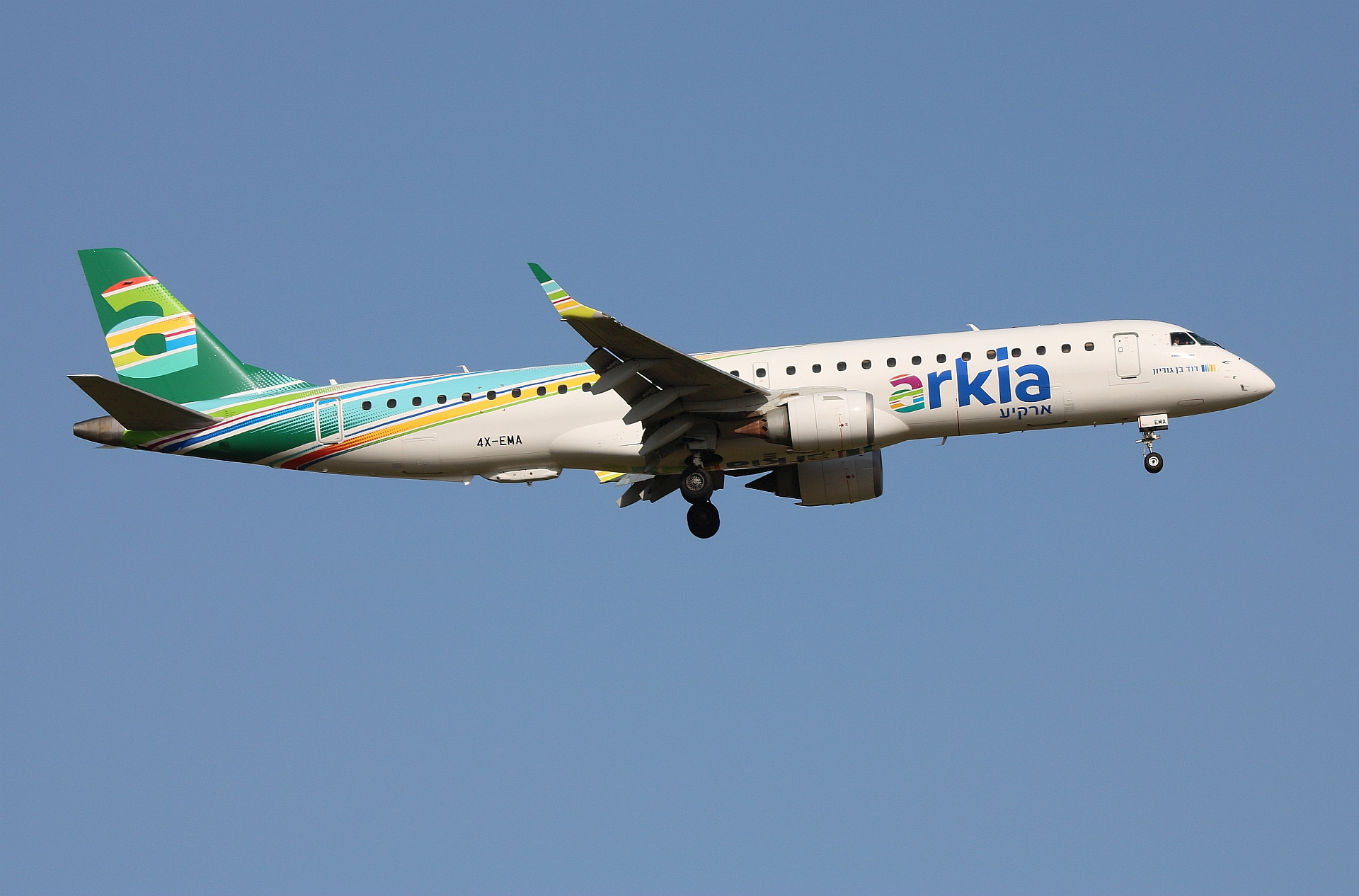
아키아 이스라엘 항공의 엠브라에르 ERJ195